# Persone di nome Jerome
| Questa pagina contiene informazioni ricavate automaticamente dalle voci biografiche con l'ausilio del template Bio e di un bot. L'aggiornamento è periodico e automatico e ricostruisce completamente la pagina. Se manca una persona in questa lista, sei pregato di non aggiungerla, ma accertati piuttosto che la sua voce biografica contenga il template Bio e che i dati anagrafici siano correttamente compilati. Se il template Bio manca, inseriscilo tu stesso o, in alternativa, metti l'avviso {{tmp\|Bio}} che ne segnala la mancanza. Se i dati riportati sono sbagliati, correggi direttamente la voce biografica; le modifiche saranno visibili in questa lista entro pochi giorni. Per chiarimenti vedi il progetto antroponimi. La lista contiene solo le 107 persone che sono citate nell'enciclopedia e per le quali è stato implementato correttamente il template Bio. Pagina aggiornata al 6 ago 2025. |

Questa è una lista di persone presenti nell'enciclopedia che hanno il nome Jerome, suddivise per attività principale.

## Allenatori di pallacanestro(1)
- Jerome Tang, allenatore di pallacanestro trinidadiano (San Fernando, n. 1966)

## Arcivescovi cattolici(1)
- Jerome Edward Listecki, arcivescovo cattolico statunitense (Chicago, n. 1949)

## Assassini seriali(1)
- Jerry Brudos, serial killer statunitense (Webster, n. 1939 - Salem, † 2006)

## Astronauti(1)
- Jerome Apt, ex astronauta e fisico statunitense (Springfield, n. 1949)

## Attori(11)
- Jerome Courtland, attore, regista e produttore televisivo statunitense (Knoxville, n. 1926 - Santa Clarita Valley, † 2012)
- Jerome Cowan, attore statunitense (New York, n. 1897 - Encino, † 1972)
- Jerome Flynn, attore britannico (Bromley, n. 1963)
- Jerry Haynes, attore e conduttore televisivo statunitense (Dallas, n. 1927 - Longview, † 2011)
- Kip King, attore e doppiatore statunitense (Chicago, n. 1937 - Los Angeles, † 2010)
- Jerome Kilty, attore e drammaturgo statunitense (Baltimora, n. 1922 - Norwalk, † 2012)
- Jerry Orbach, attore e cantante statunitense (New York, n. 1935 - New York, † 2004)
- Jerome Storm, attore, regista e sceneggiatore statunitense (Denver, n. 1890 - Desert Hot Springs, † 1958)
- Jerry Weintraub, attore, produttore cinematografico e produttore televisivo statunitense (Brooklyn, n. 1937 - Santa Barbara, † 2015)
- Gene Wilder, attore, sceneggiatore e regista statunitense (Milwaukee, n. 1933 - Stamford, † 2016)
- Chip Zien, attore statunitense (Milwaukee, n. 1947)

## Avvocati(1)
- Jerome Powell, avvocato e banchiere statunitense (Washington, n. 1953)

## Bassi(1)
- Jerome Hines, basso statunitense (Hollywood, n. 1921 - New York, † 2003)

## Cabarettisti(1)
- Jerry Seinfeld, cabarettista, attore e sceneggiatore statunitense (New York, n. 1954)

## Calciatori(6)
- Jerome Kiesewetter, ex calciatore tedesco (Berlino, n. 1993)
- Jerome Ngom Mbekeli, calciatore camerunese (Yaoundé, n. 1998)
- Jerome Opoku, calciatore inglese (Lambeth, n. 1998)
- Jerome Ramatlhakwane, calciatore botswano (Lobatse, n. 1985)
- Jerome Sinclair, ex calciatore inglese (Birmingham, n. 1996)
- Jerome Thomas, ex calciatore inglese (Wembley, n. 1983)

## Cantanti(1)
- Doc Pomus, cantante e cantautore statunitense (Brooklyn, n. 1925 - Manhattan, † 1991)

## Cestisti(30)
- Jerome Allen, ex cestista e allenatore di pallacanestro statunitense (Filadelfia, n. 1973)
- Jerome Anderson, cestista e allenatore di pallacanestro statunitense (Mullens, n. 1953 - Helsingborg, † 2009)
- Jerome Batiste, ex cestista statunitense (Crowley, n. 1964)
- Jerome Beasley, ex cestista statunitense (Compton, n. 1980)
- Jerry Chambers, ex cestista statunitense (Washington, n. 1943)
- Jerome Dyson, ex cestista statunitense (Rockville, n. 1987)
- Jerry Fleishman, cestista statunitense (Brooklyn, n. 1922 - Boca Raton, † 2007)
- Jerome Harmon, ex cestista statunitense (Gary, n. 1969)
- Gerald Henderson, ex cestista statunitense (Richmond, n. 1956)
- Gerald Henderson, ex cestista statunitense (Caldwell, n. 1987)
- Jerome Henderson, ex cestista statunitense (Los Angeles, n. 1959)
- Jerome Henderson, ex cestista singaporiano (Singapore, n. 1936)
- Jerome James, ex cestista statunitense (Tampa, n. 1975)
- Jerome Jordan, cestista giamaicano (Kingston, n. 1986)
- Jerome Kersey, cestista e allenatore di pallacanestro statunitense (Clarksville, n. 1962 - Portland, † 2015)
- Jerome Lane, ex cestista statunitense (Akron, n. 1966)
- Jerome Meyinsse, cestista statunitense (Baton Rouge, n. 1988)
- Jerome Mincy, ex cestista e allenatore di pallacanestro portoricano (Aguadilla, n. 1964)
- Jerome Randle, cestista statunitense (Chicago, n. 1987)
- Pooh Richardson, ex cestista statunitense (Filadelfia, n. 1966)
- Jerry Rizzo, cestista statunitense (Astoria, n. 1918 - Las Vegas, † 2011)
- Jerome Robinson, cestista statunitense (Raleigh, n. 1997)
- Jerome Robinson, ex cestista canadese (Toronto, n. 1978)
- Jerry Shipp, cestista statunitense (Shreveport, n. 1935 - Durant, † 2021)
- Jerry Steiner, cestista, allenatore di pallacanestro e arbitro di pallacanestro statunitense (Berne, n. 1918 - Bonita Springs, † 2012)
- Jerome Tillman, cestista statunitense (Memphis, n. 1987)
- Jerry Vayda, cestista statunitense (Bayonne, n. 1934 - New Orleans, † 1978)
- Jerry West, cestista, allenatore di pallacanestro e dirigente sportivo statunitense (Chelyan, n. 1938 - Los Angeles, † 2024)
- Jerome Whitehead, cestista statunitense (Waukegan, n. 1956 - El Cajon, † 2012)
- Jerome Williams, ex cestista statunitense (Washington, n. 1973)

## Chimici(2)
- Jerome Alexander, chimico statunitense (New York, n. 1876 - New York, † 1959)
- Jerome Karle, chimico e cristallografo statunitense (New York, n. 1918 - Annandale, † 2013)

## Ciclisti su strada(1)
- Jérôme Dufromont, ciclista su strada belga (Courtrai, n. 1913 - Kuurne, † 1986)

## Compositori(1)
- Jerome Kern, compositore statunitense (New York, n. 1885 - New York, † 1945)

## Dirigenti sportivi(1)
- Jerry Krause, dirigente sportivo statunitense (Chicago, n. 1939 - Chicago, † 2017)

## Fisici(1)
- Jerome Isaac Friedman, fisico statunitense (Chicago, n. 1930)

## Giocatori di football americano(14)
- Jerome Baker, giocatore di football americano statunitense (Cleveland, n. 1996)
- Jerome Barkum, ex giocatore di football americano statunitense (Gulfport, n. 1950)
- Jerome Bettis, ex giocatore di football americano statunitense (Detroit, n. 1972)
- Jerome Boyd, ex giocatore di football americano statunitense (Los Angeles, n. 1986)
- Jerome Brown, giocatore di football americano statunitense (Brooksville, n. 1965 - Brooksville, † 1992)
- Jerome Felton, giocatore di football americano statunitense (Düren, n. 1986)
- Jerome Ford, giocatore di football americano statunitense (Tampa, n. 1999)
- JC Latham, giocatore di football americano statunitense (Mississippi, n. 2003)
- Jerome Long, giocatore di football americano statunitense (Riverside, n. 1990)
- Jerome Morris, giocatore di football americano tedesco
- Jerome Murphy, giocatore di football americano statunitense (Elizabeth, n. 1987)
- Jerry Richardson, giocatore di football americano, imprenditore e dirigente sportivo statunitense (Spring Hope, n. 1936 - Charlotte, † 2023)
- Jerome Simpson, ex giocatore di football americano statunitense (Reidsville, n. 1986)
- Jerome Woods, ex giocatore di football americano statunitense (Memphis, n. 1973)

## Giuristi(1)
- Jerome Frank, giurista e filosofo statunitense (New York, n. 1889 - New Haven, † 1957)

## Imprenditori(1)
- Jerry Moss, imprenditore statunitense (New York, n. 1935 - Bel Air, † 2023)

## Librettisti(1)
- Jerome Weidman, librettista e commediografo statunitense (New York, n. 1913 - New York, † 1998)

## Lunghisti(1)
- Jerome Biffle, lunghista statunitense (Denver, n. 1928 - Denver, † 2002)

## Medici(1)
- Jerome Conn, medico statunitense (New York, n. 1907 - Naples, † 1994)

## Musicisti(3)
- Jerome Dillon, musicista statunitense (Columbus, n. 1969)
- Jerome Froese, musicista tedesco (Berlino, n. 1970)
- Gerome Ragni, musicista e compositore statunitense (Pittsburgh, n. 1935 - New York, † 1991)

## Neuroscienziati(1)
- Jerome Lettvin, neuroscienziato e attivista statunitense (Chicago, n. 1920 - Hingham, † 2011)

## Pallanuotisti(1)
- Jerome Steever, pallanuotista statunitense (Milwaukee, n. 1880 - San Diego, † 1957)

## Poeti(1)
- Jerome Rothenberg, poeta, traduttore e blogger statunitense (New York, n. 1931 - Encinitas, † 2024)

## Politici(1)
- Jerome Cavanagh, politico statunitense (Detroit, n. 1928 - Lexington, † 1979)

## Produttori cinematografici(2)
- Jerry Bruckheimer, produttore cinematografico e produttore televisivo statunitense (Detroit, n. 1943)
- Jerome Rucki, produttore cinematografico francese

## Psicologi(1)
- Jerome Bruner, psicologo statunitense (New York, n. 1915 - New York, † 2016)

## Rapper(1)
- Rome Fortune, rapper statunitense (Filadelfia, n. 1988)

## Registi(1)
- Jerome Robbins, regista, coreografo e ballerino statunitense (New York, n. 1918 - New York, † 1998)

## Rugbisti a 15(2)
- Jerome Kaino, ex rugbista a 15 neozelandese (Tutuila, n. 1983)
- Jerome Paarwater, ex rugbista a 15 e allenatore di rugby a 15 sudafricano (Bellville, n. 1966)

## Sassofonisti(1)
- Jerome Richardson, sassofonista, flautista e clarinettista statunitense (Oakland, n. 1920 - Englewood, † 2000)

## Sceneggiatori(1)
- Jerry Juhl, sceneggiatore statunitense (Saint Paul, n. 1938 - San Francisco, † 2005)

## Scrittori(1)
- Jerome K. Jerome, scrittore, giornalista e umorista britannico (Walsall, n. 1859 - Northampton, † 1927)

## Sociologi(1)
- Jerome Karabel, sociologo, politologo e opinionista statunitense (Berkeley, n. 1950)

## Velocisti(2)
- Jerome Blake, velocista canadese (Buff Bay, n. 1995)
- Jerome Young, ex velocista statunitense (Clarendon, n. 1976)

## Vescovi cattolici(3)
- Jerome M. Fernandez, vescovo cattolico indiano (Koivila, n. 1901 - † 1992)
- Jerome Feudjio, vescovo cattolico camerunese (Fonakeukeu, n. 1955)
- Jerome Daniel Hannan, vescovo cattolico statunitense (Pittsburgh, n. 1896 - Roma, † 1965)

## Wrestler(2)
- New Jack, wrestler statunitense (Greensboro, n. 1963 - Greensboro, † 2021)
- Jerry Sags, ex wrestler statunitense (Allentown, n. 1964)

## Senza attività specificata(2)
- Jerome Clark, ufologo e scrittore statunitense (Canby, n. 1946)
- Jerome di Sandy Cove (Saint Alphonse de Clare, † 1912)